# Phoradendron andersonii
Phoradendron andersonii är en sandelträdsväxtart som beskrevs av C.T. Rizzini. Phoradendron andersonii ingår i släktet Phoradendron och familjen sandelträdsväxter. Inga underarter finns listade i Catalogue of Life.